# 에흐메트잔 카심
에흐메트잔 카심(위구르어: ئەخمەتجان قاسىمى, 중국어: 阿合買提江·哈斯木, 1914년 4월 15일 ~ 1949년 8월 27일)은 동튀르키스탄 제2공화국의 지도자였다. 그는 동튀르키스탄의 위구르족 정치 지도자였다. 에흐메트잔은 1914년 굴자시에서 태어났다. 1936년 모스크바에 있는 동방노력자공산대학에서 공부했으며, 소련 공산당의 당원이었다. 에흐메트잔은 "스탈린의 남자"이자 "공산주의 정신의 진보주의자"로 묘사되었다. 카심은 자신의 성을 러시아화로 "카시모프"로 바꾸고 소련 공산당의 당원이 되었다.

## 정치 경력
그는 1944년 11월 이리 반란 당시 신장 북서부 3개 구에 세워진 소련의 지원을 받는 행정부인 동튀르키스탄 제2공화국의 행정위원회 위원이었다. 카심 자신은 반란 계획에 관여하지 않았다. 제2차 ETR은 처음에 보수적인 이슬람 정부를 구성하는 것을 선호한 엘리한 토레가 이끌었다. 토레는 1946년 스탈린의 명령으로 소련에서 가택연금되었다. 카심은 친소련 성향의 동튀르키스탄 튀르크 인민해방위원회(ETTPNLC)의 지도자였다.
1946년 6월, 카심은 국민당 지도자인 장즈중과 함께 디화(지금의 우루무치)에 연립 지방 정부를 구성하기 위한 정치적 합의에 도달하려고 했다. 제2차 ETR은 명실상부하게 해체되었지만 3개 구역은 자치권을 유지했다. 3개 구역의 지도자로서 카심은 연합 정부를 위한 통합과 지원을 요청했고 연합 지방 정부를 거부했다. 그는 동튀르키스탄 사람들이 중국 헌법에 따라 자신들의 권리를 보장하기 위해 반란을 일으켰다고 설명했다. 그는 대표단을 이끌고 난징 국회로 가서 ETR과 중화민국 사이의 양안 관계를 협상했다.